# Selenia postmediojuncta
Selenia postmediojuncta là một loài bướm đêm trong họ Geometridae.